# Удільні селяни
Уді́льні селя́ни — категорія феодально залежних селян у царській Росії, що жили на удільних землях, виділених 1797 року з державних земель для утримування царського двору й династії. В Україні удільних селян було мало — у 1800 близько 4 000 «ревізьких душ», голів в Катеринославській, Слобідсько-Українській і Малоросійській губерніях. У 1849—61 роках більшість їх переведено до категорії державних селян. Удільні селяни за користування землею виконували державні й земські повинності (будова шляхів, перевіз державного майна власним тяглом тощо), платили чинш і подушне. Реформа 1861 давала удільним селянам можливість викупу удільних земель.